# Saint-Vincent (Aostatal)
Saint-Vincent ist eine italienische Gemeinde in der autonomen Region Aostatal. Der Ort hat 4456 Einwohner (Stand 31. Dezember 2023) und liegt in einer Höhe von 550 m ü. M. an der linken Seite im Bogen der Dora Baltea. 
Bei Saint-Vincent sind auf dem Weg in Richtung Montjovet Reste einer antiken römische Straßenbrücke aus dem 1. Jahrhundert v. Chr. über den Wildbach Cillian zu sehen, die bis zu ihrem (vermutlich durch ein Erdbeben ausgelösten) Einsturz im Jahr 1839 in Nutzung war. Nachdem 1907 ein weiterer Einsturz auch die verbliebenen Teile des mittleren Bogens zerstörte, sind heute nur ein kleiner Bogen am rechten Ufer und ein 21 m langes Stück Rampe mit altem Straßenpflaster erhalten. Die Brücke war Teil der römischen Konsularstraße nach Gallien.
Die Nachbargemeinden von Saint-Vincent sind Ayas, Brusson, Châtillon, Émarèse und Montjovet.
Saint-Vincent besteht aus den Ortsteilen (ital. Frazioni, frz. Hameaux) : Amay, Amay Lotoz, Bacon, Biègne, Boriolaz, Capard, Chadel, Champbilly, Champcillien, Champ-de-Vigne, Cillian, Clapéaz, Clapéon, Crétamianaz, Crotache, Crovion, Cugnon, Diseille, Écrevin, Feilley, La Fet, Fromy, Gléréyaz, Grand-Rhun, Grun, Jacques, Joux, Linty, Lérinon, Maison-Neuve, Marc, Les Montagnets, Moron, Moron-Charbonnier, Moron-la-Combaz, Moron-Gorris, Moron-Hugonnet, Moron-Toules, Moron-le-Treuil, Les Moulins, Nouarsaz, Orioux, Palud, Pérélaz, Perrière, Petit-Rhun, Planet, Piémartin, Pioule, Le Grand-Pré, Pradiran, Pradiran-Champlan, Pradiran-Gorris, Renard, Romillod, Romillod-Capard, Romilod-Crotache, Le Ronc-Dessous, Le Ronc-Dessus, Salirod, Teinsod, Torrent-Sec, La Tour-des-Rosset, Valmignanaz, Valpélanaz, Valère und Verney.
Während der Zeit des Faschismus trug der Ort den italianisierten Namen San Vincenzo della Fonte. In Saint-Vincent gibt es ein Spielkasino.